# Horňany
Horňany (em húngaro: Hornyán) é um município da Eslováquia, situado no distrito de Trenčín, na região de Trenčín. Tem 6,71 km² de área e sua população em 2018 foi estimada em 442 habitantes.

## Demografia
| Ano:        | 1994 | 2004   | 2014    | 2024   |
| ----------- | ---- | ------ | ------- | ------ |
| Broj ljudi: | 384  | 399    | 451     | 427    |
| Razlika:    |      | +3,90% | +13,03% | -5,32% |

| Ano:               | 2023 | 2024   |
| ------------------ | ---- | ------ |
| Número de pessoas: | 424  | 427    |
| Diferença:         |      | +0,70% |